# Dreki
Dreki (biał. Дрэкі, Dreki; ros. Дреки, Drieki) – wieś na Białorusi, w obwodzie brzeskim, w rejonie lachowickim, w sielsowiecie Końki, nad Szczarą.

## Historia
W dwudziestoleciu międzywojennym leżały w Polsce, w województwie nowogródzkim, w powiecie baranowickim, w gminie Darewo.
Po II wojnie światowej w granicach Związku Sowieckiego. Od 1991 w niepodległej Białorusi.